# Glockenring am Hauptplatz (Linz)

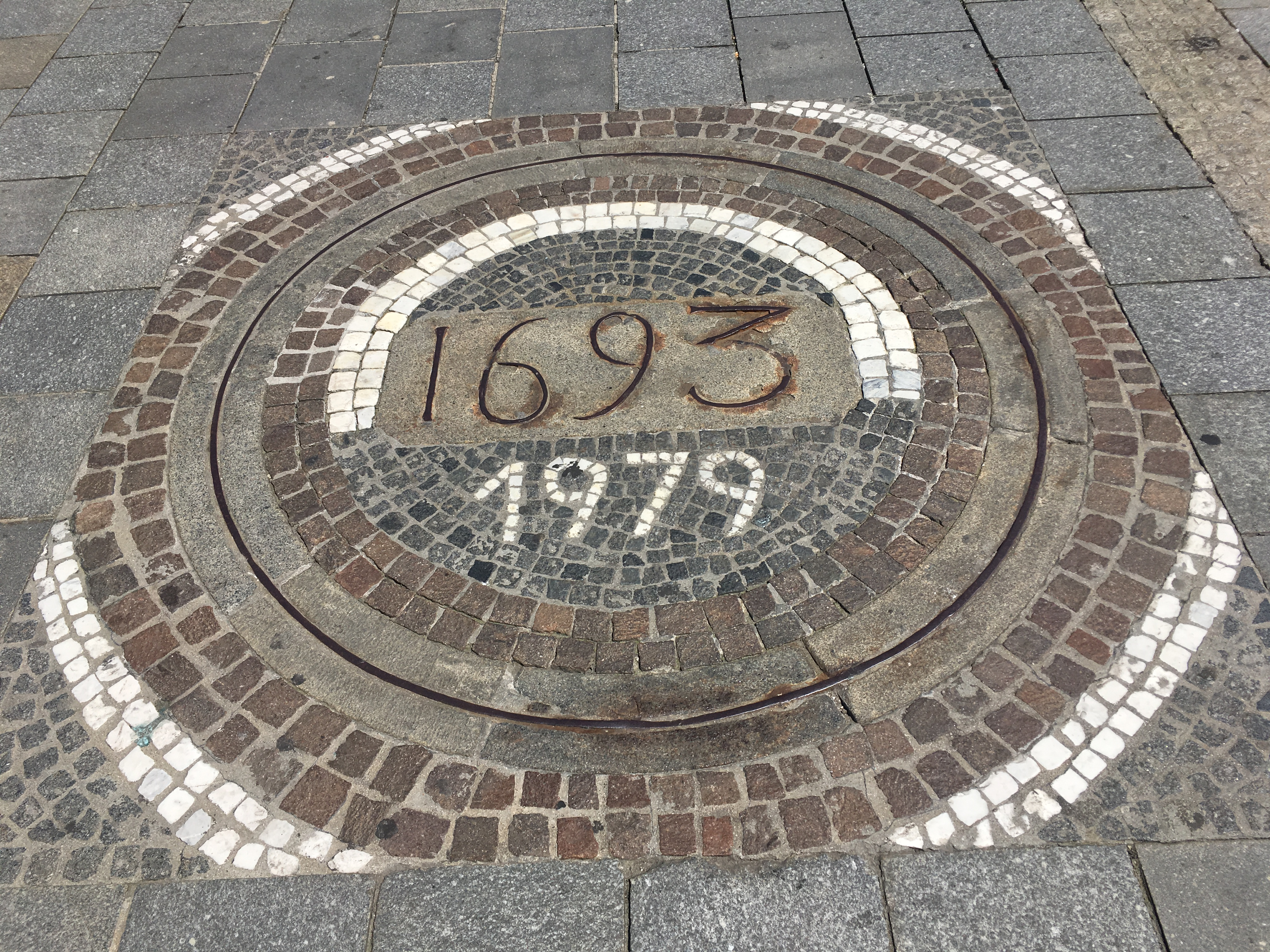
Glockenring am Hauptplatz

Der Glockenring am Hauptplatz von Linz in Oberösterreich ist ein Kleindenkmal, das an die Geschichte der großen Glocke in der Linzer Stadtpfarrkirche erinnert.

## Geschichte
Der in seinen letzten Lebensjahren nach Linz übersiedelte Kaiser Friedrich III. ließ eine große Glocke für die Gangolfkapelle im Linzer Schloss gießen. Weil sie für den Schlossturm zu schwer war, übergab sie König Maximilian I. im Jahr 1494 als Geschenk an die Stadtpfarrkirche. Die vom kaiserlichen Vater geschaffene und seinem kaiserlichen Nachfolger übergebene Glocke erhielt den Namen „Kaiserin“. Beim Stadtbrand 1509 wurde sie schwer beschädigt, der Neuguss zersprang bereits zehn Jahre später. Die 1519 von Benedikt Reicher neu geschaffene Glocke wurde 1693 von Melchior Schorer erneut mit einem Gewicht von 4.760 kg bei einem Durchmesser von 193 cm umgegossen. Die „Kaiserin“ vierter Generation wurde vor dem Haus der wohlhabenden Handelsfamilie Pruner zur Schau gestellt, bevor sie in den Turm der Stadtpfarrkirche aufgezogen wurde. Als Erinnerung an dieses Ereignis ließ Bürgermeister Johann Adam Pruner einen Ring im Umfang der Glocke in den Boden einlassen.
Das Kleindenkmal wurde im Kulturhauptstadtjahr 2009 unter Denkmalschutz gestellt (Listeneintrag).

## Beschreibung
Der 1,7 cm breite Glockenring hat einen Außendurchmesser von 193,6 cm und befindet sich in der Nähe der Dreifaltigkeitssäule vor dem Haus Hauptplatz Nr. 15. 
Die Jahreszahl 1693 innerhalb des eisernen Ringes erinnert an die Präsentation der von Melchior Schorrer gegossenen Glocke „Kaiserin“, die 1693 an dieser Stelle stand, bevor sie zur Stadtpfarrkirche gebracht wurde. 
Die Jahreszahl 1979 wurde bei der Neupflasterung des Hauptplatzes im Zuge der Errichtung der Fußgängerzone hinzugefügt.